# Uleanivka, Vilneansk
Uleanivka (în ucraineană Улянівка) este un sat în comuna Petro-Mîhailivka din raionul Vilneansk, regiunea Zaporijjea, Ucraina.

## Demografie
Componența lingvistică a localității Uleanivka
     Ucraineană (71,8%)
     Rusă (28,2%)
Conform recensământului din 2001, majoritatea populației localității Uleanivka era vorbitoare de ucraineană (71,8%), existând în minoritate și vorbitori de rusă (28,2%).